# Lenguas krenak
Las lenguas krenak, krenák o botocudo son un grupo de lenguas indígenas altamente amenazadas y mal documentadas, de las que solo sobrevive una lengua, el krenak, hablada por apenas 20 personas, la mayoría de ellos ancianos, que viven en comunidades donde la mayoría de miembros son hablantes monolingües de portugués.

## Aspectos históricos, sociales y culturales
La familia lingüística botocudo, que en el pasado cubrió una extensa área de Brasil oriental, ha desaparecido casi completamente sin que las lenguas de la misma hayan sido adecuadamente documentadas. Únicamente sobrive el Krenak que es una lengua muy amenazada en peligro de desaparecer sin haber sido adecuadamente estudiada.

## Descripción lingüística
El trabajo sobre las lenguas krenak es difícil por varias razones, una de las cuales es la actitud de los últimos hablantes de las pequeñas comunidades, que desconfían de la comunidad brasileña dominante y no se sienten cómodos usando o transmitiendo la lengua a las nuevas generaciones. El limitado número de potenciales informantes, su dispersión y el problema de evaluar los datos son otros problemas que han dificultado el estudio de estas lenguas. 
Sin embargo, a pesar de estas dificultades, ha sido posible obtener algunos pocos datos valiosos. Los datos recogidos muestran que los últimos hablantes sufren una fuerte inferencia de la estructura del portugués.

### Clasificación interna
Las lenguas krenak están relacionadas con las lenguas macro-yê, la evidencia del parentesco se basa en las comparaciones léxicas de Čestmir Loukotka (1955) y Lucy F. Seki (2002). Las lenguas de la familia se clasifican en dos lenguas, aunque no existe demasiada documentación de la divergencia de las hablas de los diferentes grupos étnicos:
- idioma krenak
  - Krenák
  - Gut-Krak
  - Nakrehe
  - Munhãjirum
- Guerén (†, SE Bahía)

### Características generales
El orden básico de constituyentes en krenak es SOV. Cuando el objeto indirecto se expresa mediante un pronombre, precede al objeto directo, pero cuando se expresa mediante un nombre va detrás de él. En todos los casos el objeto indirecto se marca mediante una postposición especial pa o mba. Otros complementos oblicuos expresados mediante postoposiciones pueden preceder o seguir al verbo. En krenak existen numerosas postposicones que aparecen tras sintagmas nominales o tras pronombres personales. Los complementos nominales en función genitiva preceden al nombre al que complementan, y los numerales, los cuantificadores y calificadores siguen al nombre al que complementan.
No existe verbo copulativo en krenak, las oraciones ecuativas están formadas por solo dos nombres, el primero el sujeto y el segundo el atributo. Las preguntas de sí o no, se construyen dando una entonación ascendente a la oración afirmativa sin cambiar su estructura o orden. La negación de una oración se forma añadiendo el morfema nuk tras el verbo. Las marcas de tiempo-aspecto también siguen al nombre. El causativo se expresa añadiendo el prefijo ri-/riu- a la raíz de un verbo intransitivo.